# 善國寺
善國寺（ぜんこくじ）は、東京都新宿区神楽坂にある日蓮宗の寺院であり、通称として「神楽坂毘沙門天」・「神楽坂の毘沙門さま」として知られている。
旧本山は大本山池上本門寺で鎮護山善国寺という。開基は徳川家康、開山は日惺上人と伝わる。

## 由緒
安土桃山時代の文禄4年（1595年）、池上本門寺第12代貫主である日惺上人により、馬喰町に創建される。たびたび火災に見舞われ、麹町を経て寛政5年（1793年）には現在地へ移転した。本尊の毘沙門天は江戸時代より「神楽坂の毘沙門さま」として信仰を集め、芝正伝寺・浅草正法寺とともに江戸三毘沙門と呼ばれた。現在は新宿山ノ手七福神の一つに数えられている。
池上法類神楽坂法縁縁頭寺。

## 文化財

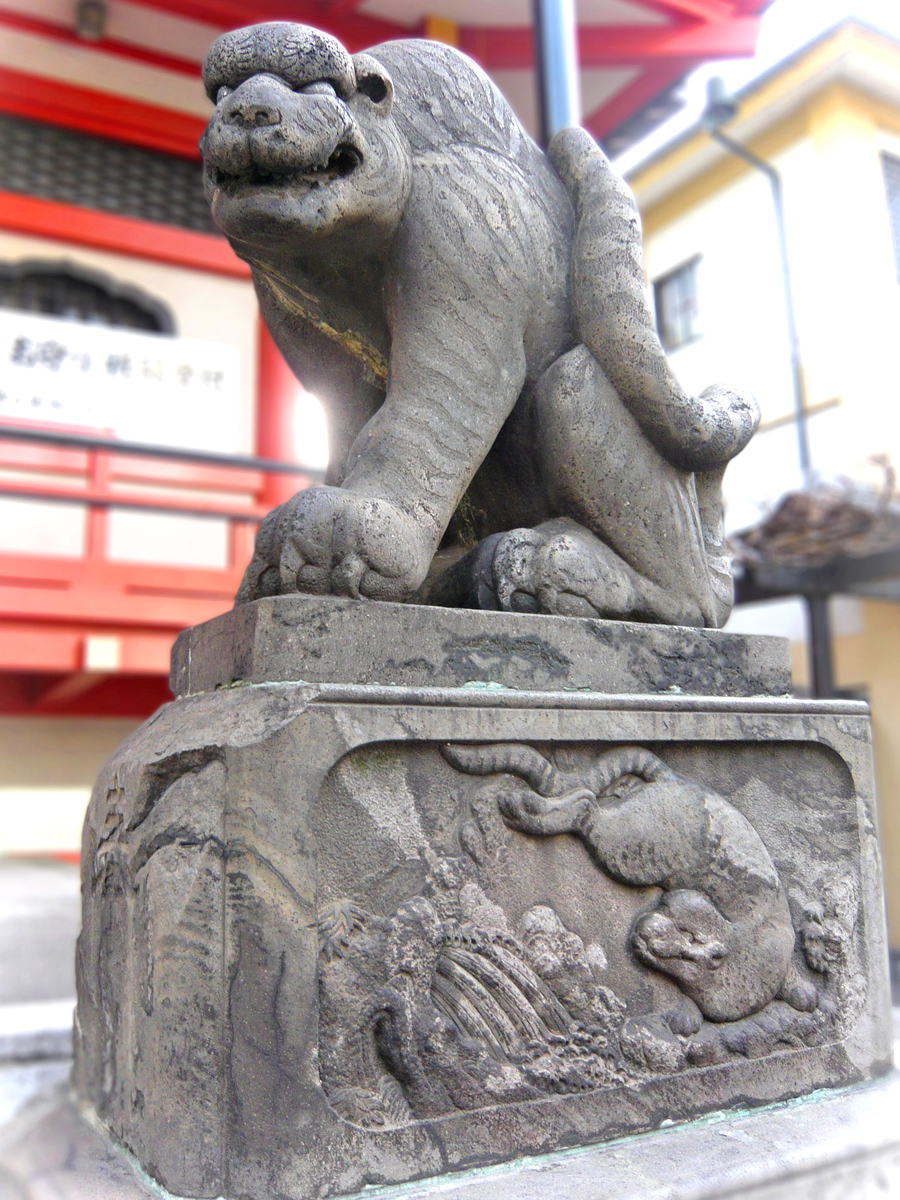
石虎（狛虎）阿形

毘沙門天像 - 新宿区指定有形文化財（彫刻）
像高30cm、木造の毘沙門天像。製作時期は不明。開山の日惺上人が池上本門寺へ入山する際、関白二条昭実より贈られたとされる。　なお通常は御簾が掛かっているため像を直接見ることはできない。御開帳の日は、（毘沙門天が寅年、寅の月、寅の日に初めてこの世に姿を現したとされる古事に因み）毎年1月・5月・9月の寅の日とされている。
石虎 - 新宿区指定有形民俗文化財
本堂の左右には神社の狛犬のように阿吽一対の狛虎像が置かれている。案内板には「石虎」と表記され、制作は江戸時代後期のもので、保存状態は向かって右側の阿形が比較的良く残っている。向かって左の吽形には全身にヒビ割れや多少の欠けと縞模様に若干の磨耗がありこれは東京大空襲による損傷とその後の修復の痕とされる。虎の作風は頭部が扁平し前肢が長大でどちらかといえば類人猿にも近い印象の肉付きの良い作風の像である。台座部にも虎のレリーフ彫刻が施されている。（画像ファイル概要欄も参照）

## 境内
- 出世稲荷社

ほか

## その他
なお、東京で縁日に露店などが出るようになったのは明治20年（1887年）頃からのことで、これは当院の境内が発祥の地とされている。

## 交通アクセス
- 地下鉄大江戸線 牛込神楽坂駅A3出口より徒歩3分（経路案内）。
- 地下鉄各線 飯田橋駅B3出口より徒歩4分（経路案内）。
- JR東日本飯田橋駅西口より徒歩5分（経路案内）。
- 地下鉄東西線 神楽坂駅1a出口より徒歩6分（経路案内）。

## 脚註
1. ↑  『新宿の文化財』公益財団法人新宿未来創造財団、2013年9月14日、8頁。
2. ↑  新宿区HP 指定･登録文化財 2011年1月閲覧
3. ↑  新宿歴史博物館「善国寺の石虎」 2011年1月閲覧